# Brisbane International 2020
Brisbane International 2020 жіночий тенісний турнір, що проходив на відкритих кортах з твердим покриттям Queensland Tennis Centre у Брисбені (Австралія). Проходив у рамках Туру WTA 2020. Відбувсь удванадцяте і тривав з 6 до 12 січня 2020 року. Цього року чоловічу частину цього турніру в рамках Туру ATP замінено на перший за ліком Кубок ATP.

## Призові очки і гроші

### Розподіл очок
| Дисципліна       | П   | Ф   | ПФ  | ЧФ  | 1/8 | 1/16 | Q   | Q3  | Q2  | Q1  |
| Одиночний розряд | 470 | 305 | 185 | 100 | 55  | 1    | 25  | 18  | 13  | 1   |
| Парний розряд    | 470 | 305 | 185 | 100 | 1   | Н/Д  | Н/Д | Н/Д | Н/Д | Н/Д |

### Розподіл призових грошей
| Дисципліна       | П        | Ф        | ПФ      | ЧФ      | 1/8     | 1/161   | Q3     | Q2     | Q1     |
| Одиночний розряд | $266,000 | $142,000 | $75,050 | $40,600 | $22,050 | $12,000 | $6,500 | $3,400 | $1,900 |
| Парний розряд *  | $84,000  | $44,800  | $25,000 | $12,900 | $7,000  | Н/Д     | Н/Д    | Н/Д    | Н/Д    |

1Кваліфаєри отримують і призові гроші 1/16 фіналу.

*на пару

## Учасниці основної сітки в одиночному розряді

### Сіяні
| Країна          | Гравчиня          | Рейтинг1 | Посіяний |
| --------------- | ----------------- | -------- | -------- |
| Австралія       | Ешлі Барті        | 1        | 1        |
| Чехія           | Кароліна Плішкова | 2        | 2        |
| Японія          | Наомі Осака       | 3        | 3        |
| Україна         | Еліна Світоліна   | 6        | 4        |
| Чехія           | Петра Квітова     | 7        | 5        |
| Нідерланди      | Кікі Бертенс      | 9        | 6        |
| Велика Британія | Джоанна Конта     | 12       | 7        |
| США             | Медісон Кіз       | 13       | 8        |

- 1 Рейтинг подано станом на 30 грудня 2019.

### Інші учасниці
Нижче наведено учасниць, які отримали вайлдкард на участь в основній сітці:
- Прісцілла Хон[2]
- Марія Шарапова[3]
- Саманта Стосур[4]
- Айла Томлянович[4]

Нижче наведено гравчинь, які пробились в основну сітку через стадію кваліфікації:
- Марія Бузкова
- Дженніфер Брейді
- Юлія Путінцева
- Liudmila Samsonova

## Учасниці основної сітки в парному розряді

### Сіяні
| Країна            | Гравчиня       | Країна            | Гравчиня         | Рейтинг1 | Сіяна |
| ----------------- | -------------- | ----------------- | ---------------- | -------- | ----- |
| Китайський Тайбей | Сє Шувей       | Чехія             | Барбора Стрицова | 5        | 1     |
| США               | Ніколь Мелічар | КНР               | Сюй Їфань        | 28       | 2     |
| Китайський Тайбей | Чжань Хаоцін   | Китайський Тайбей | Латіша Чжань     | 30       | 3     |
| Чехія             | Квета Пешке    | Нідерланди        | Демі Схюрс       | 35       | 4     |

- 1 Рейтинг подано станом на 30 грудня 2019.

### Інші учасниці
Нижче наведено пари, які отримали вайлдкард на участь в основній сітці:
- Прісцілла Хон /  Сторм Сендерз

### Знялись з турніру
Під час турніру
- Крістіна Младенович (вірусне захворювання)

## Переможниці

### Одиночний розряд
- Кароліна Плішкова —  Медісон Кіз 6–4, 4–6, 7–5

### Парний розряд
- Сє Шувей /  Барбора Стрицова —  Ешлі Барті /  Кікі Бертенс 3–6, 7–6(9–7), [10–8]